# Funeral Moth
Funeral Moth est un groupe de funeral doom metal japonais originaire de la Préfecture de Kanagawa formé en 2005. En ce moment, la discographie du groupe comprend 2 albums studio, une démo, deux extended plays et un single. Leur deuxième album Transience est sorti ous forme numérique le 7 février 2016.

## Biographie
Funeral Moth se forme en 2005 et était initialement un trio, comprenant Makoto Fushijima, Nobuyuki Sentou et Jumpei Ishimaru. Ils font leur premier concert le 3 mai 2006 avec des groupes comme StarGazer, Gallhammer, Intestine Baalism etc. La même année, ils sortent leur première et seule démo The Moth Flying to the Funeral Sky via Weird Truth Productions, le label de Fujishima.
Fin 2007, Ishimaru quitte le groupe pour se concentrer sur sa vie personnelle. Il est remplacé par Youichirou Azegami (Brob, Realized). Ce nouveau line-up ré-enregistre les deux chansons de leur démo et sort son EP éponyme en 2008. Cet EP est la première sortie du groupe en CD. Le groupe donne un concert la même année à Tokyo avec Worship.
En juillet 2010, le groupe tourne avec Mournful Congregation avec le guitariste Takafumi Matsubara comme invité. Il cherche ensuite un deuxième guitariste et, en janvier 2012, embauche Mayo Odium.
En juillet 2013, Odium quitte le groupe et est remplacé par Tomohiro Kanjya. Leur premier album Dense Fog sort le 22 février 2014.
En février 2015, le groupe joue à Taipei, ce qui marque son premier concert en dehors du Japon. La même année, Dense Fog sort en vinyle chez le label espagnol Throne Records. Le groupe tourne au Fearest Death Fest, le plus grand festival à Osaka. Il partage aussi la scène underground avec des groupes comme Magdala Ju-nen et Sithter. Après la tournée, Nobuyuki Sentou quitte le groupe pour se concentrer sur sa vie personnelle et est remplacé par Ryo Amamiya. Ce line-up enregistre et sort son deuxième album Transience le 7 février 2016.

## Style musical
La musique de Funeral Moth est attribuée au funeral doom. Pour le site Web Doom-Metal.com, la forme de jeu présentée par le groupe est décrite comme une variante "ultra lente" ainsi que "brute et dérangeante". Les comparaisons sont tirées de Hiérophante, Of Darkness et Senthil. À titre de comparaison supplémentaire, les critiques nomment divers représentants du funeral doom et du death-doom, notamment Mournful Congregation, Asunder, Tyranny, Loss, Skepticism, Thergothon, et Corrupted.

## Membres

### Membres récents
- Makoto Fujishima – guitare, voix (depuis 2005)
- Tomohiro Kanjya – guitare (depuis 2013)
- Ryo Amamiya – basse (depuis 2015)
- Youichirou Azegami – batterie (depuis 2007)

### Anciens membres
- Nobuyuki Sentou – basse, voix (2005–2015)
- Jumpei Ishimaru – batterie (2005–2007)
- Mayo Odium – guitare (2012–2013)

## Discographie

### Albums studio
- 2014 : Dense Fog
- 2016 : Transience

### EPs
- 2008 : Funeral Moth
- 2019 : Polar

### Démos
- 2006 : The Moth Flying to the Funeral Sky

### Singles
- 2015 : Suffocation (reprise de Transgressor)